# Acacia brunnescens
Acacia brunnescens é uma espécie de leguminosa do gênero Acacia, pertencente à família Fabaceae.